# Ivan Majeský
Ivan Majeský (Banská Bystrica, 2 settembre 1976) è un ex hockeista su ghiaccio slovacco.

## Palmarès

### Mondiali
- 1 medaglia:
  - 1 bronzo (Finlandia 2003)